# سييرا فيستا
سييرا فيستا (بالإنجليزية: Sierra Vista, Arizona)‏ هي مدينة تقع في مقاطعة كوتشايز، أريزونا بولاية أريزونا في الولايات المتحدة. تأسست عام 1956، تبلغ مساحة هذه المدينة 397.5 (كم²)، وترتفع عن سطح البحر 1412 م، بلغ عدد سكانها 43888 نسمة في عام 2007 حسب إحصاء مكتب تعداد الولايات المتحدة وتصل الكثافة السكانية فيها 105.4 نسمة/كم2.

## التركيبة السكانية
حدّد مكتب تعداد الولايات المتحدة بيانات التركيبة السكانية لسييرا فيستا في تعداد الولايات المتحدة. في ما يلي، التركيبة السكانية حسب تعدادي 2000 و2010.

### تعداد عام 2000
بلغ عدد سكان سييرا فيستا 37,775 نسمة بحسب تعداد عام 2000، وبلغ عدد الأسر 14,196 أسرة وعدد العائلات 9,997 عائلة مقيمة في المدينة. في حين سجلت الكثافة السكانية 95.7 نسمة لكل كيلومتر مربع (247.9/ميل2). وبلغ عدد الوحدات السكنية 15,685 وحدة بمتوسط كثافة قدره 39.7 لكل كيلومتر مربع (102.8/ميل2).
وتوزع التركيب العرقي للمدينة بنسبة 73.34% من البيض و10.89% من الأمريكيين الأفارقة و0.83% من الأمريكيين الأصليين و3.57% من الأمريكيين ذوي الأصول الآسيوية و0.46% من سكان جزر المحيط الهادئ و6.05% من الأعراق الأخرى و4.86% من عرقين مختلطين أو أكثر و15.81% من الهسبانيون أو اللاتينيون من أي عرق.
بلغ عدد الأسر 14,196 أسرة كانت نسبة 37.3% منها لديها أطفال تحت سن الثامنة عشر تعيش معهم، وبلغت نسبة الأزواج القاطنين مع بعضهم البعض 56.5% من أصل المجموع الكلي للأسر، ونسبة 10.4% من الأسر كان لديها معيلات من الإناث دون وجود شريك، بينما كانت نسبة 3.5% من الأسر لديها معيلون من الذكور دون وجود شريكة وكانت نسبة 29.6% من غير العائلات. تألفت نسبة 25.1% من أصل جميع الأسر من عدة أفراد يعيشون في نفس المنزل ونسبة 7.7% كانت تتألف من شخص يعيش بمفرده يبلغ من العمر 65 عاماً أو أكثر. وبلغ متوسط حجم الأسرة المعيشية 2.48، أما متوسط حجم العائلات فبلغ 2.96.
بلغ العمر الوسطي للسكان 32.0 عاماً. وكانت نسبة 25.7% من القاطنين تحت سن الثامنة عشر، وكانت نسبة 8.5% بين الثامنة عشر والرابعة والعشرين عاماً، ونسبة 27.8% كانت واقعةً في الفئة العمرية ما بين الخامسة والعشرين والرابعة والأربعين عاماً، ونسبة 19.8% كانت ما بين الخامسة والأربعين والرابعة والستين، ونسبة 11.4% كانت ضمن فئة الخامسة والستين عاماً فما فوق. يوجد لكل 100 أنثى 94.2 ذكر، ويوجد لكل 100 أنثى في الثامنة عشر من عمرها فما فوق 91.7 ذكر.
بلغ متوسط دخل الأسرة في المدينة 38,427 دولارًا، أما متوسط دخل العائلة فبلغ 44,077 دولارًا. وكان متوسط دخل الذكور 30,053 دولارًا مقابل 23,805 دولارًا للإناث. وسجل دخل الفرد الخاص بالمدينة 18,436 دولارًا. وكانت نسبة 8% من العائلات ونسبة 10.5% من السكان تحت خط الفقر، وكان من هؤلاء نسبة 16.1% تحت سن الثامنة عشر ونسبة 4% في الخامسة والستين من العمر وما فوق.

### تعداد عام 2010
بلغ عدد سكان سييرا فيستا 43,888 نسمة بحسب تعداد عام 2010، وبلغ عدد الأسر 17,059 أسرة وعدد العائلات 11,146 عائلة مقيمة في المدينة. في حين سجلت الكثافة السكانية 111.1 نسمة لكل كيلومتر مربع (287.7/ميل2). وبلغ عدد الوحدات السكنية 18,742 وحدة بمتوسط كثافة قدره 47.5 لكل كيلومتر مربع (123.0/ميل2).
وتوزع التركيب العرقي للمدينة بنسبة 74.50% من البيض و9% من الأمريكيين الأفارقة و1.06% من الأمريكيين الأصليين و4.06% من الأمريكيين ذوي الأصول الآسيوية و0.61% من سكان جزر المحيط الهادئ و5.04% من الأعراق الأخرى و5.73% من عرقين مختلطين أو أكثر و19.43% من الهسبانيون أو اللاتينيون من أي عرق.
بلغ عدد الأسر 17,059 أسرة كانت نسبة 32.3% منها لديها أطفال تحت سن الثامنة عشر تعيش معهم، وبلغت نسبة الأزواج القاطنين مع بعضهم البعض 50.4% من أصل المجموع الكلي للأسر، ونسبة 10.7% من الأسر كان لديها معيلات من الإناث دون وجود شريك، بينما كانت نسبة 4.2% من الأسر لديها معيلون من الذكور دون وجود شريكة وكانت نسبة 34.7% من غير العائلات. تألفت نسبة 28.9% من أصل جميع الأسر من عدة أفراد يعيشون في نفس المنزل ونسبة 9.7% كانت تتألف من شخص يعيش بمفرده يبلغ من العمر 65 عاماً أو أكثر. وبلغ متوسط حجم الأسرة المعيشية 2.39، أما متوسط حجم العائلات فبلغ 2.96.
بلغ العمر الوسطي للسكان 33.1 عاماً. وكانت نسبة 23% من القاطنين تحت سن الثامنة عشر، وكانت نسبة 12.5% بين الثامنة عشر والرابعة والعشرين عاماً، ونسبة 28.9% كانت واقعةً في الفئة العمرية ما بين الخامسة والعشرين والرابعة والأربعين عاماً، ونسبة 21% كانت ما بين الخامسة والأربعين والرابعة والستين، ونسبة 14.6% كانت ضمن فئة الخامسة والستين عاماً فما فوق. وتوزع التركيب الجنسي للسكان بنسبة 50.9% ذكور و49.1% إناث.

## المناخ
يظهر الجدول التالي التغييرات المناخية على مدار السنة لسييرا فيستا:
| البيانات المناخية لـسييرا فيستا          | البيانات المناخية لـسييرا فيستا | البيانات المناخية لـسييرا فيستا | البيانات المناخية لـسييرا فيستا | البيانات المناخية لـسييرا فيستا | البيانات المناخية لـسييرا فيستا | البيانات المناخية لـسييرا فيستا | البيانات المناخية لـسييرا فيستا | البيانات المناخية لـسييرا فيستا | البيانات المناخية لـسييرا فيستا | البيانات المناخية لـسييرا فيستا | البيانات المناخية لـسييرا فيستا | البيانات المناخية لـسييرا فيستا | البيانات المناخية لـسييرا فيستا |
| الشهر                                    | يناير                           | فبراير                          | مارس                            | أبريل                           | مايو                            | يونيو                           | يوليو                           | أغسطس                           | سبتمبر                          | أكتوبر                          | نوفمبر                          | ديسمبر                          | المعدل السنوي                   |
| ---------------------------------------- | ------------------------------- | ------------------------------- | ------------------------------- | ------------------------------- | ------------------------------- | ------------------------------- | ------------------------------- | ------------------------------- | ------------------------------- | ------------------------------- | ------------------------------- | ------------------------------- | ------------------------------- |
| الدرجة القصوى °ف (°م)                    | 81 (27)                         | 84 (29)                         | 91 (33)                         | 97 (36)                         | 102 (39)                        | 107 (42)                        | 108 (42)                        | 102 (39)                        | 99 (37)                         | 96 (36)                         | 85 (29)                         | 80 (27)                         | 108 (42)                        |
| متوسط درجة الحرارة الكبرى °ف (°م)        | 61.2 (16.2)                     | 64.4 (18.0)                     | 69.7 (20.9)                     | 76.9 (24.9)                     | 85.1 (29.5)                     | 92.9 (33.8)                     | 91.6 (33.1)                     | 88.7 (31.5)                     | 86.8 (30.4)                     | 78.8 (26.0)                     | 69.5 (20.8)                     | 61.6 (16.4)                     | 77.3 (25.2)                     |
| متوسط درجة الحرارة الصغرى °ف (°م)        | 34.2 (1.2)                      | 37.2 (2.9)                      | 41.5 (5.3)                      | 47.1 (8.4)                      | 54.9 (12.7)                     | 63.3 (17.4)                     | 66.3 (19.1)                     | 64.9 (18.3)                     | 60.3 (15.7)                     | 51.0 (10.6)                     | 40.9 (4.9)                      | 33.9 (1.1)                      | 49.6 (9.8)                      |
| أدنى درجة حرارة °ف (°م)                  | 12 (−11)                        | 3 (−16)                         | 23 (−5)                         | 28 (−2)                         | 38 (3)                          | 46 (8)                          | 51 (11)                         | 53 (12)                         | 45 (7)                          | 30 (−1)                         | 19 (−7)                         | 15 (−9)                         | 4 (−16)                         |
| معدل هطول الأمطار إنش (مم)               | 0.98 (25)                       | 0.70 (18)                       | 0.52 (13)                       | 0.41 (10)                       | 0.30 (7.6)                      | 0.51 (13)                       | 3.11 (79)                       | 3.82 (97)                       | 1.45 (37)                       | 0.93 (24)                       | 0.44 (11)                       | 1.03 (26)                       | 14.2 (360.6)                    |
| متوسط تساقط الثلوج إنش (سم)              | 0.3 (0.76)                      | 0.2 (0.51)                      | 0.2 (0.51)                      | 0.0 (0.0)                       | 0.0 (0.0)                       | 0.0 (0.0)                       | 0.0 (0.0)                       | 0.0 (0.0)                       | 0.0 (0.0)                       | 0.0 (0.0)                       | 0.0 (0.0)                       | 0.1 (0.25)                      | 0.8 (2.0)                       |
| متوسط الأيام الممطرة (≥ 0.01 in)         | 4                               | 4                               | 2                               | 2                               | 1                               | 2                               | 11                              | 12                              | 5                               | 3                               | 2                               | 4                               | 52                              |
| المصدر: National Weather Service, Tucson |                                 |                                 |                                 |                                 |                                 |                                 |                                 |                                 |                                 |                                 |                                 |                                 |                                 |

## توأمة
لسييرا فيستا اتفاقيات توأمة مع كل من:
- رادبويل
- Cananea [الإنجليزية]‏

## معرض صور

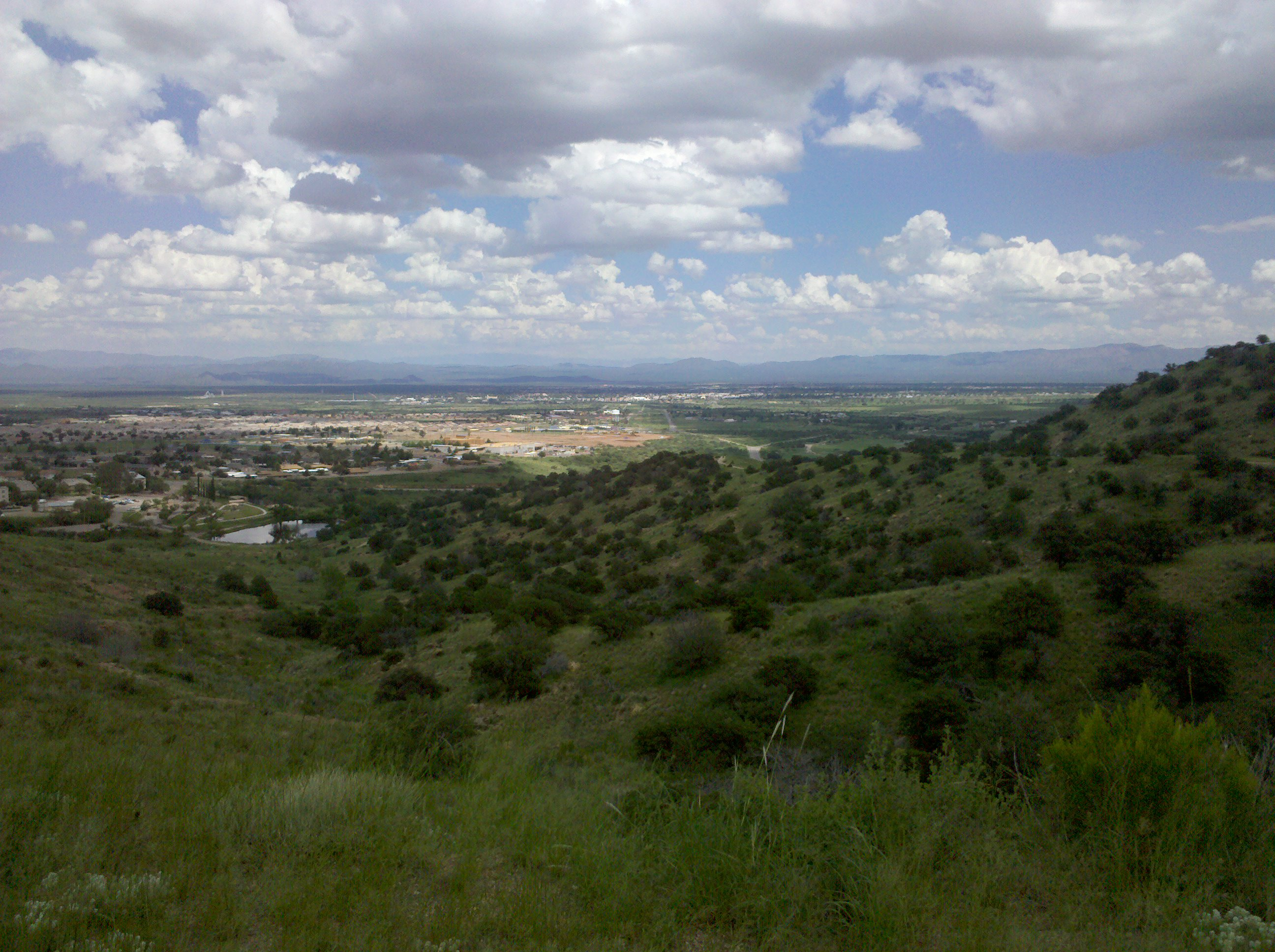
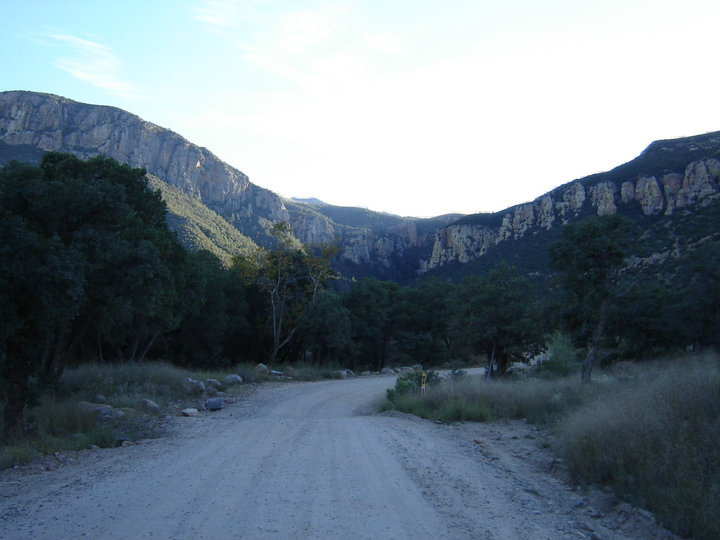
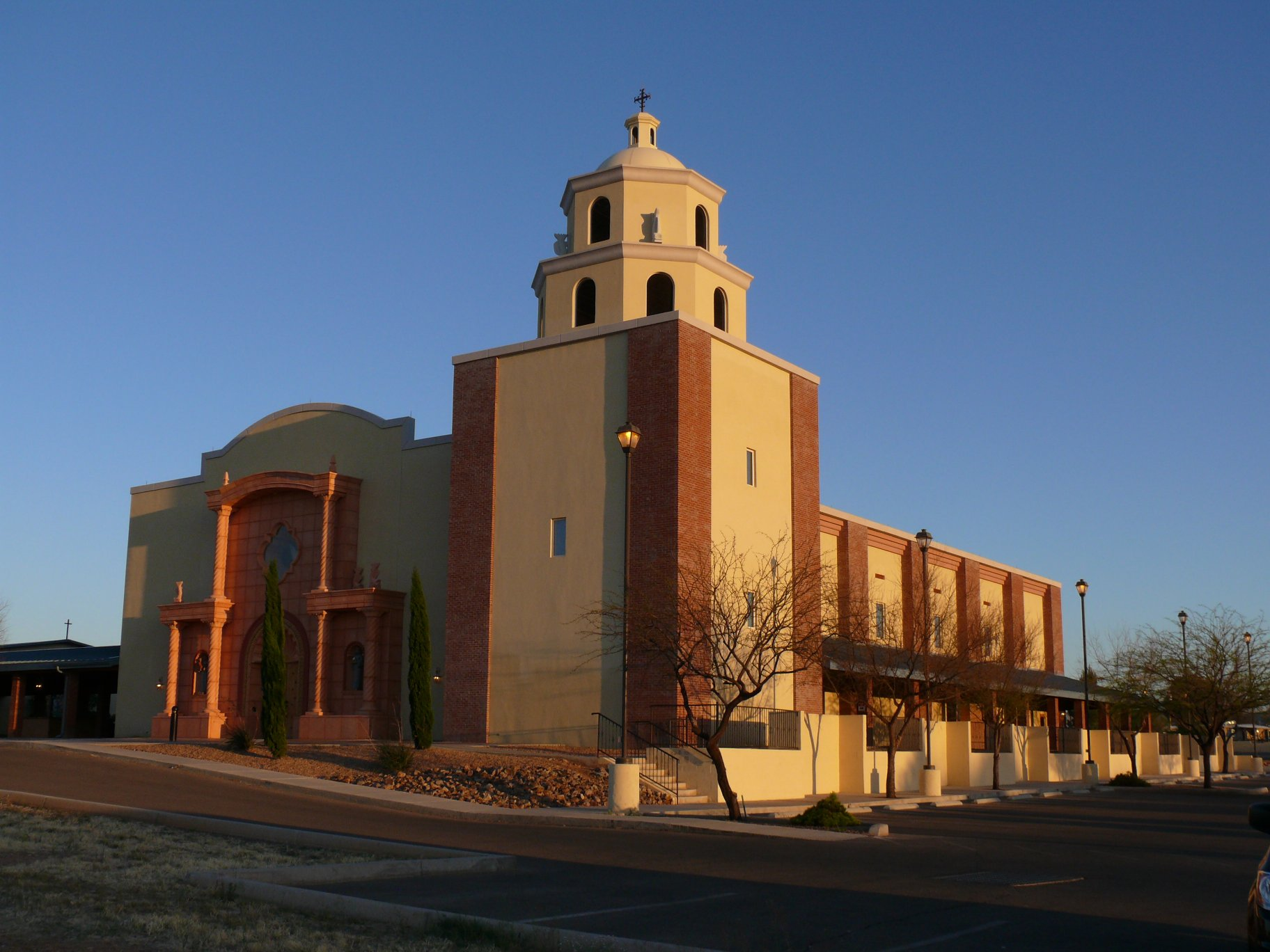

## أعلام
- إس. جي. براون
- جيسيكا كوكس
- دون فراي
- إيميت كيلي جونيور
- نيكول باول

## وصلات خارجية
- www.SierraVistaAZ.gov